# Wesley Hoedt
Wesley Hoedt, né le 6 mars 1994 à Alkmaar, est un footballeur néerlandais. Il évolue au poste de défenseur central à Al-Shabab FC.

## Carrière
Il signe en janvier 2015 un contrat de quatre ans avec la Lazio ne prenant effet qu'à la fin de la saison.
Le 31 janvier 2023, il rejoint Watford.

## Statistiques
| Saison                | Club                  | Championnat           | Championnat | Championnat | Coupe(s) nationale(s) | Coupe(s) nationale(s) | Compétition(s) continentale(s) | Compétition(s) continentale(s) | Compétition(s) continentale(s) | Total | Total |
| Saison                | Club                  | Division              | M.          | B.          | M.                    | B.                    | Comp.                          | M.                             | B.                             | M.    | B.    |
| 2013-2014             | AZ Alkmaar            | Eredivisie            | 1+1         | 0           | -                     | -                     | C3                             | 1                              | 0                              | 3     | 0     |
| 2014-2015             | AZ Alkmaar            | Eredivisie            | 24          | 2           | 3                     | 0                     | -                              | -                              | -                              | 27    | 2     |
| Sous-total            | Sous-total            | Sous-total            | 26          | 2           | 3                     | 0                     | -                              | 1                              | 0                              | 30    | 2     |
| 2015-2016             | Lazio Rome            | Serie A               | 25          | 0           | 2                     | 0                     | C1+C3                          | 0+8                            | 0+1                            | 35    | 1     |
| Sous-total            | Sous-total            | Sous-total            | 25          | 0           | 2                     | 0                     | -                              | 8                              | 1                              | 35    | 1     |
| Total sur la carrière | Total sur la carrière | Total sur la carrière | 51          | 2           | 5                     | 0                     | -                              | 9                              | 1                              | 65    | 3     |